# Vladimír Juščák
Vladimír Juščák (* 8. května 1970) je bývalý slovenský fotbalový útočník.

## Hráčská kariéra
V československé nejvyšší soutěži nastoupil za Slovan Bratislava ve dvou utkáních, aniž by skóroval. Se Slovanem se stal v ročníku 1991/92 mistrem ligy.

## Ligová bilance
| Ročník                                   | Zápasy | Góly | Minuty | Klub              |
| ---------------------------------------- | ------ | ---- | ------ | ----------------- |
| 1. československá fotbalová liga 1991/92 | 2      | 0    | –      | Slovan Bratislava |
| CELKEM 1. LIGA ČSFR                      | 2      | 0    | –      |                   |